# Oberndorf in Tirol
Oberndorf in Tirol is een gemeente in de Oostenrijkse deelstaat Tirol en maakt deel uit van het district Kitzbühel.
Oberndorf in Tirol ligt in het Leukental en telt 2407 inwoners (2023).

## Verkeer
- Trein: Oberndorf heeft een halte op de Salzburg-Tiroler-Bahn

## Burgemeester
- 1962–1992 Franz Höck
- sinds 1992 Johann Schweigkofler (Bürgermeisterliste, SPÖ)

## Wapenschild
Het in 1975 uitgereikte wapen bevat een mijnsymbool: een gouden mijnwerker (voorheen het officiële en waardige symbool in de mijnadministratie) op een zwarte achtergrond en een diepe schacht in rood, en verwijst daarmee naar de hoogtijdagen van de kopermijnbouw. Hieruit stamt tot 1870 de diepste schacht ter wereld, die wordt gesymboliseerd door de licht schuine verdeling van het schild in rode en zwarte velden

## Aangrenzende gemeenten
Going am Wilden Kaiser, Kitzbühel, Reith bei Kitzbühel, St. Johann in Tirol

## Geboren
- Alfons Walde (1891–1958), expressionistische schilder
- Peter Thaler (1891–1978), schilder en volksacteur
- Markus Stöckl (1974)  extreme fietser

## Personen gerelateerd aan de plaats (woonachtig)
- Franz Beckenbauer (1945-2024), Duits voetballer en voetbaltrainer
- David Kreiner (1981), Oostenrijkse noordse combinatieskiër
- David Hasselhoff (1952), Amerikaanse acteur en zanger, woonde in de jaren negentig in Oberndorf